# Fabrice Gougot
Fabrice Gougot (Lione, 31 agosto 1971) è un ex ciclista su strada francese.

## Palmarès

### Strada
- 1995 (Dilettanti, una vittoria)

Grand Prix du Pays d'Aix
- 1998 (Casino-Ag2r, una vittoria)

4ª tappa - parte b Tour de l'Ain (Lagnieu > Bourg-en-Bresse)
- 2000 (Crédit Agricole, una vittoria)

2ª tappa Critérium du Dauphiné Libéré (Châtillon-sur-Chalaronne > Saint-Étienne)

## Piazzamenti

### Grandi Giri
- Giro d'Italia

1998: 26º
2002: 127º
- Tour de France

1997: 42º
1999: 69º
2000: ritirato (15ª tappa)
- Vuelta a España

1996: 30º
1997: ritirato (5ª tappa)
1998: 18º

### Classiche monumento
- Milano-Sanremo

1997: 74º
1999: 104º
2001: 137º
- Parigi-Roubaix

2003: ritirato
- Liegi-Bastogne-Liegi

1999: 60º
2000: ritirato
2003: ritirato
- Giro di Lombardia

1998: 18º

### Competizioni mondiali
- Campionati del mondo

Valkenburg 1998 - In linea Elite: 55º